# Schwarze Heidelibelle

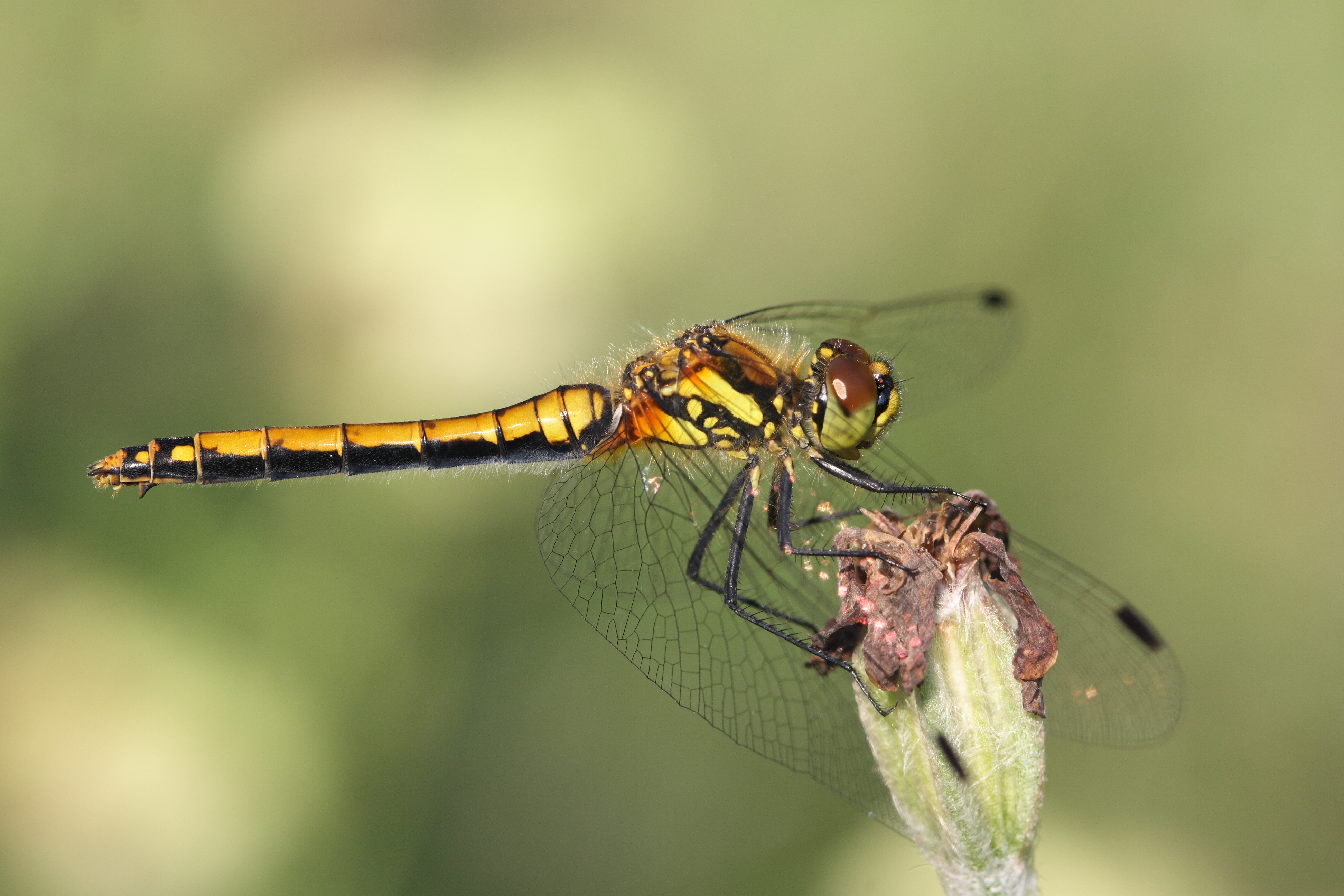
Schwarze Heidelibelle (Sympetrum danae), Weibchen

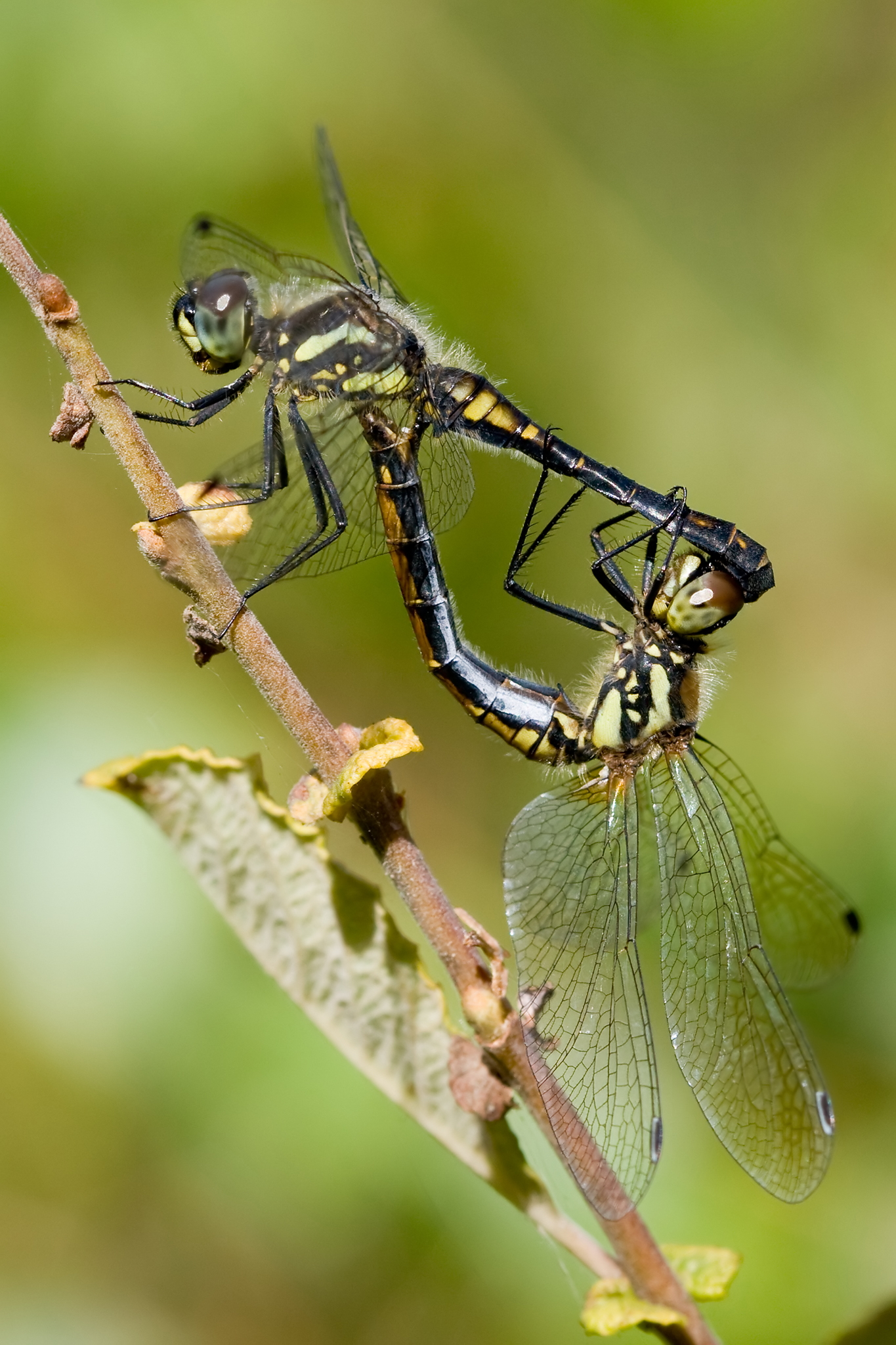
Paarungsrad von Schwarzen Heidelibellen

Die Schwarze Heidelibelle (Sympetrum danae) gehört innerhalb der Libellen zu den Segellibellen (Libellulidae) und wird in die Gattung der Heidelibellen (Sympetrum) eingeordnet. 
Sie wurde von der Gesellschaft deutschsprachiger Odonatologen und dem BUND in Deutschland zur Libelle des Jahres 2019 gekürt.

## Merkmale
Die Schwarze Heidelibelle erreicht eine Körperlänge von durchschnittlich drei Zentimetern bei einer Flügelspannweite von 4,5 bis 5,5 Zentimetern. Der Hinterleib der Männchen ist tiefschwarz, der der Weibchen braungrau mit auffälliger schwarzer Zeichnung.  An der Brust sowohl der Männchen als auch der Weibchen finden sich seitlich tiefgelbe Flecken, vereinzelt können auch gelbe Flecke auf dem schwarzen Hinterleib der Männchen auftauchen. Jungtiere wirken gelblich und ähneln damit anderen Heidelibellen, können von diesen jedoch durch dunkle Flecken an der Brust (Thorax) unterschieden werden.

## Lebensweise
Die Flugzeit der Schwarzen Heidelibelle liegt im Juli bis September, gelegentlich auch bis Anfang November. Die Tiere sitzen dabei häufig an sonnenexponierten Stellen auf Steinen, Holzstücken oder einfach auf dem Boden und sonnen sich.

## Lebensraum
Man findet diese Art an sumpfigen Seeufern, Teichen und Mooren bis zu einer Höhe von 2000 m über NN. Die schwarze Heidelibelle findet man unterschiedlich häufig in Europa, Asien und Nordamerika, dort jedoch nicht im warmen Süden, sondern eher im Gebirge.

## Fortpflanzung
Bei der Eiablage sind die Partner verbunden und bilden wie bei allen Heidelibellen ein Tandem. Nach der Eiablage überwintern die Eier und die Larven schlüpfen erst im folgenden Frühjahr. Sie befinden sich fast immer an der Wasseroberfläche, vor allem im ufernahen Flachwasserbereich, und entwickeln sich noch im gleichen Jahr zur Libelle.